# Paide linnastaadion
Das Paide linnastaadion (deutsch Städtisches Stadion Paide, auch: Paide Ühisgümnaasiumi staadion; Paide kunstmuruväljak) ist ein Fußballstadion mit Leichtathletikanlage in der estnischen Stadt Paide (deutsch Weissenstein), Kreis Järva. Die am 16. September 2002 eröffnete Anlage verfügt über einen Naturrasenplatz auf dem Hauptspielfeld sowie über einen Kunstrasenbelag als Nebenplatz. Das Hauptspielfeld ist von der achtspurigen Kunststoffbahn für die Leichtathletik eingefasst.
Derzeit dient das Stadion mit 500 Sitzplätzen unter anderem als Heimspielstätte des in der Stadt ansässigen Fußballvereins Paide Linnameeskond. Der Verein spielt seit der Saison 2009 in der Meistriliiga, der höchsten Fußballspielklasse in Estland. Anlässlich des Aufstiegs der Mannschaft in die oberste nationale Fußballliga des Landes wurde das Stadion mit einer Zuschauertribüne ausgestattet, die 268 Sitzplätze bietet.